# Bandgrind

Schematisk bild av bandgrindar.

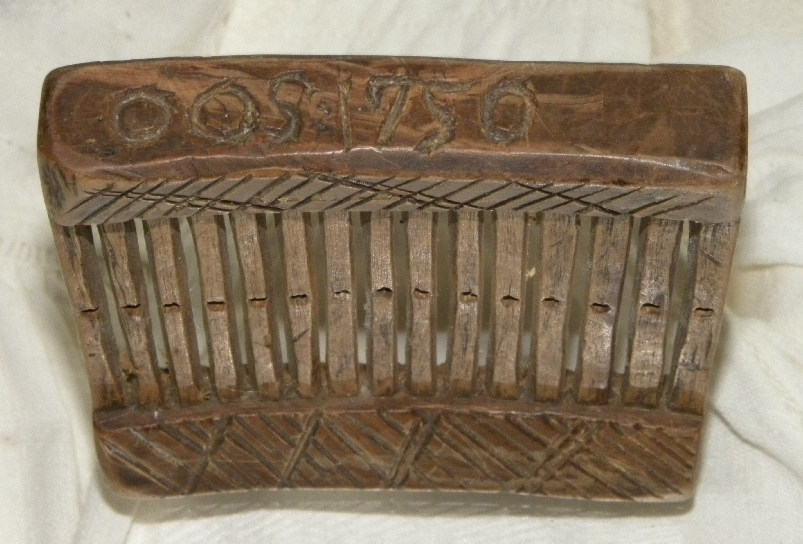
Bandgrind från Gagnef, Dalarna. Inskuret: OOS (Olof Ols Son) 1750

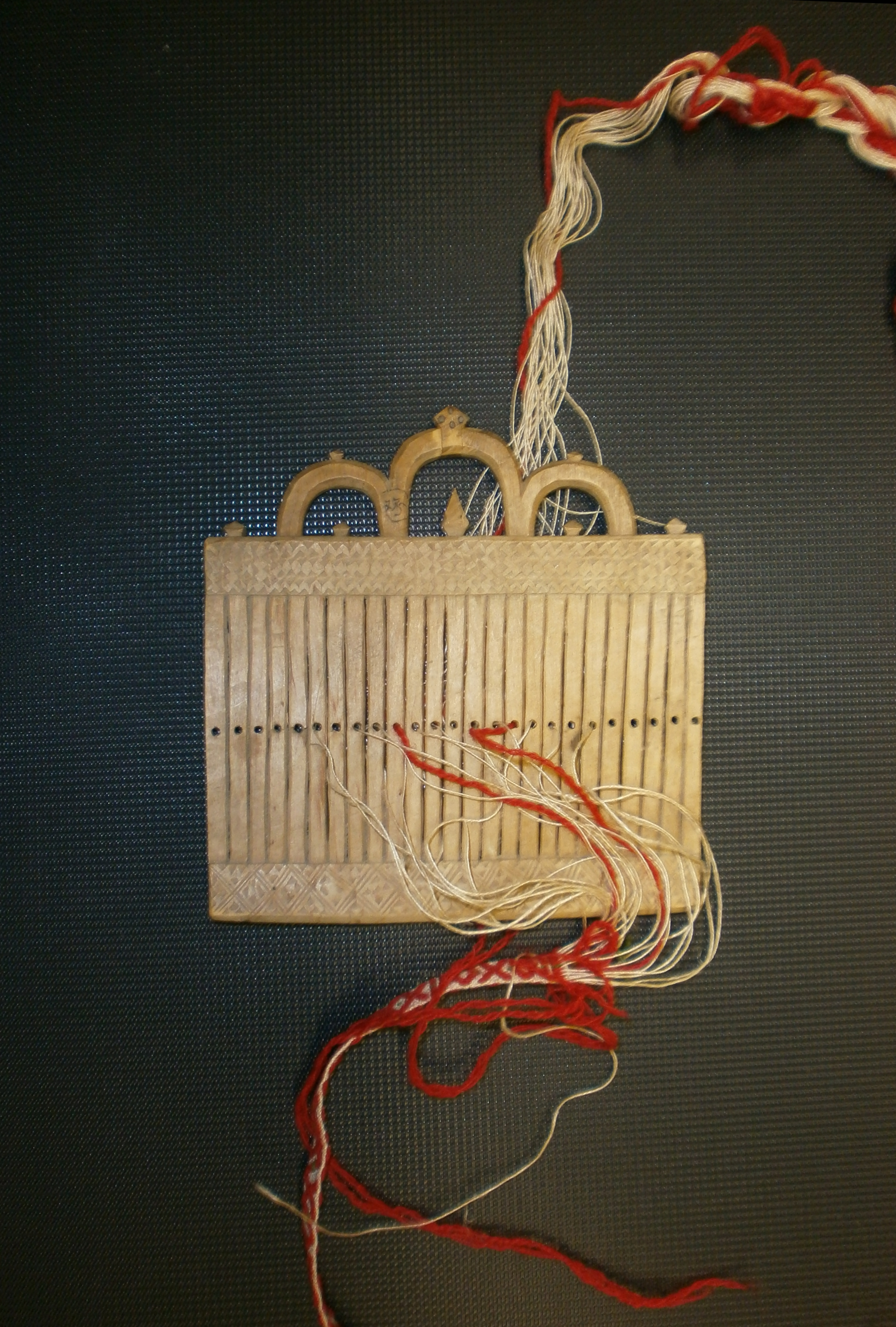
Bandgrind i björk från 1792, med snidat krön och uddsnittsdekor. Varp av lintråd och väv av ulltråd från Moje i Gagnef, Dalarna.

Bandgrind, bandspjäll, bandsked, vävspjäll är alla namn för samma redskap som används för att väva smala band och bälten.Andra redskap för att väva eller fläta band är bandbrickor eller bandvävstol.
Det är gjort i trä eller plast, och består av en ram med spjälor eller pinnar insatta med jämna mellanrum. Mitt i varje spjäla finns ett borrat hål.
Varptrådar träs i varje mellanrum och varje hål, och genom att omväxlande lyfta och sänka grinden skapar man skäl som inslaget träs igenom.
Bandgrinden används än idag som ett enkelt och billigt redskap för bandvävning. I allmogemiljö har bandgrindar med snidad och målad utsmyckning använts som friargåvor. Bland samerna tillverkas bandgrindar av horn, antingen i ett enda stycke eller, vid behov av bredare väv, sammansatta av flera ihopnitade mindre bitar.

## Bandflätor
Bandflätor har länge kunnat tillverkas med eller utan redskap i tuskaft, kypert och diagonalkypert. Vävda band är funna som kan dateras långt tillbaka i tiden. Vävda band var enklaste sättet att pryda kläder, och banden var funktionella i en tid utan blixtlås och vår tids snoddar och resårband.

## Bandnål
Bandnålen är en spjäla som är något längre än bandgrindens bredd. Spjälan har en djup urgröpning i varje kortände. På spjälan lindas inslagstråden i många varv från ände till ände på spjälan. Bandnålen används för att föra inslagstråden genom varpskälet, och inslaget lindas av efter hand.
För att göra bandet fastare kan man, sedan inslaget förts in i skälet, sticka in en bandkniv och slå in (packa) inslagstråden i riktning mot skälet. Detta motsvarar vävskeden i slagbommen på en vävstol.